# Club de Fútbol Pachuca Premier
El Club de Fútbol Pachuca Premier es un equipo filial del Club de Fútbol Pachuca de la Primera División de México. Participa en el Grupo 3 de la Serie A de la Segunda División de México. Juega sus partidos de local en el Estadio Hidalgo.

## Historia
El 25 de mayo de 2015 se anunció que los 18 equipos de Primera División tendrían un equipo filial en la Liga Premier de la Segunda División, para que los jugadores que superen los 20 años de edad y ya no puedan participar en la categoría Sub-20 se mantengan activos. Así, Pachuca fundó la filial de Segunda División llamándola "Pachuca Premier". 
En 2018, el requisito reglamentario que obligaba a contar con un equipo en Liga Premier fue eliminado, por lo que 12 de los 18 equipos pertenecientes a la Liga MX dejaron de contar un con una escuadra en esta categoría, entre ellos el Pachuca, que decidió continuar con su proyecto de desarrollo de jugadores juveniles mediante el Tlaxcala Fútbol Club, equipo que en ese tiempo era parte de la estructura del Grupo Pachuca.
En 2022 el Pachuca decide reactivar su equipo de esta categoría, por lo que volvió a ser inscrito en la Serie A de México, con ello el club se convirtió en el único miembro de la Liga MX que mantiene una escuadra de desarrollo en esta categoría. En el torneo que marcó el regreso a la competencia del equipo, el Pachuca consiguió el campeonato de filiales de la división tras derrotar a Cimarrones de Sonora con un marcador global de 7-3. Además, esta escuadra finalizó la fase regular como el mejor equipo del torneo al conseguir 30 puntos. Para el siguiente torneo el equipo tuvo un rendimiento menor pero suficiente para volver a alcanzar la liguilla de filiales, tras derrotar a los clubes Correcaminos UAT y Lobos ULMX los Tuzos se proclamaron bicampeones de filiales de la Serie A.
En mayo de 2023 la Asamblea de Dueños de la Liga MX aprobó la creación de una nueva liga Sub-23 que será fusionada con la Liga de Expansión para el año 2024, debido a ello todos los clubes del máximo circuito deberán contar con una escuadra en la nueva liga que cubrirá varios de los requerimientos que tenían los equipos filiales participantes de la Liga Premier.
Tras el anuncio de la nueva liga, el Pachuca decidió fusionar su escuadra de la Liga Premier con el Atlético Pachuca, otro equipo local que militaba en la Tercera División, tras este movimiento el equipo fue inscrito en la Serie B de México, en donde estaba registrado de manera oficial como Pachuca Premier utilizando el escudo y los colores de los Tuzos. Sin embargo, esa escuadra contaba con una directiva y cuerpo técnico completamente ajenos a los que existían durante la etapa administrativa del Grupo Pachuca, quienes cedieron el nombre, la franquicia y los derechos para participar en la Segunda División, el nuevo equipo mantuvo su condición de filial del Pachuca por lo que continuó recibiendo futbolistas juveniles para que progresaran con su desarrollo, además, los deportistas de este equipo podían contar con la posibilidad de tener minutos de juego en el primer equipo o los equipos Sub del propio Club Pachuca.
Antes de iniciar la temporada 2025-26 el Pachuca Premier cedió su registro y derechos en la Liga Premier para dar origen a un nueva escuadra filial de denominada Atlético Hidalgo, el cual dará continuidad al proyecto de formación de futbolistas del Club Pachuca.

## Temporadas
| Apertura 2015 | 3.Segunda Serie A | 13o. Grupo II                    |
| Clausura 2016 | 3.Segunda Serie A | 7o. Grupo II                     |
| Apertura 2016 | 3.Segunda Serie A | 16o. Grupo II                    |
| Clausura 2017 | 3.Segunda Serie A | 12o. Grupo II                    |
| Apertura 2017 | 3.Segunda Serie A | 18o. Grupo II                    |
| Clausura 2018 | 3.Segunda Serie A | 18o. Grupo II                    |
| Apertura 2022 | 3.Segunda Serie A | 1.º Grupo III (Campeón Filiales) |
| Clausura 2023 | 3.Segunda Serie A | 1.º Grupo III (Campeón Filiales) |

## Filial
Tuzos "C"
| Temporada | División           | Posición                  |
| --------- | ------------------ | ------------------------- |
| 2016/2017 | 5.Tercera División | 2o. Grupo VII (Semifinal) |
| 2017/2018 | 5.Tercera División | 1.º Grupo VII (Octavos)   |